# جوناثان راوش
جوناثان راوش (بالإنجليزية: Jonathan Rauch)‏ هو مؤلف وكاتب وصحفي أمريكي، ولد في 26 أبريل 1960 في فينيكس في الولايات المتحدة.

## وصلات خارجية
- الموقع الرسمي
- جوناثان راوش على موقع الموسوعة البريطانية (الإنجليزية)
- جوناثان راوش على موقع ميوزك برينز (الإنجليزية)